# St. Johannes der Täufer (Oberviechtach)

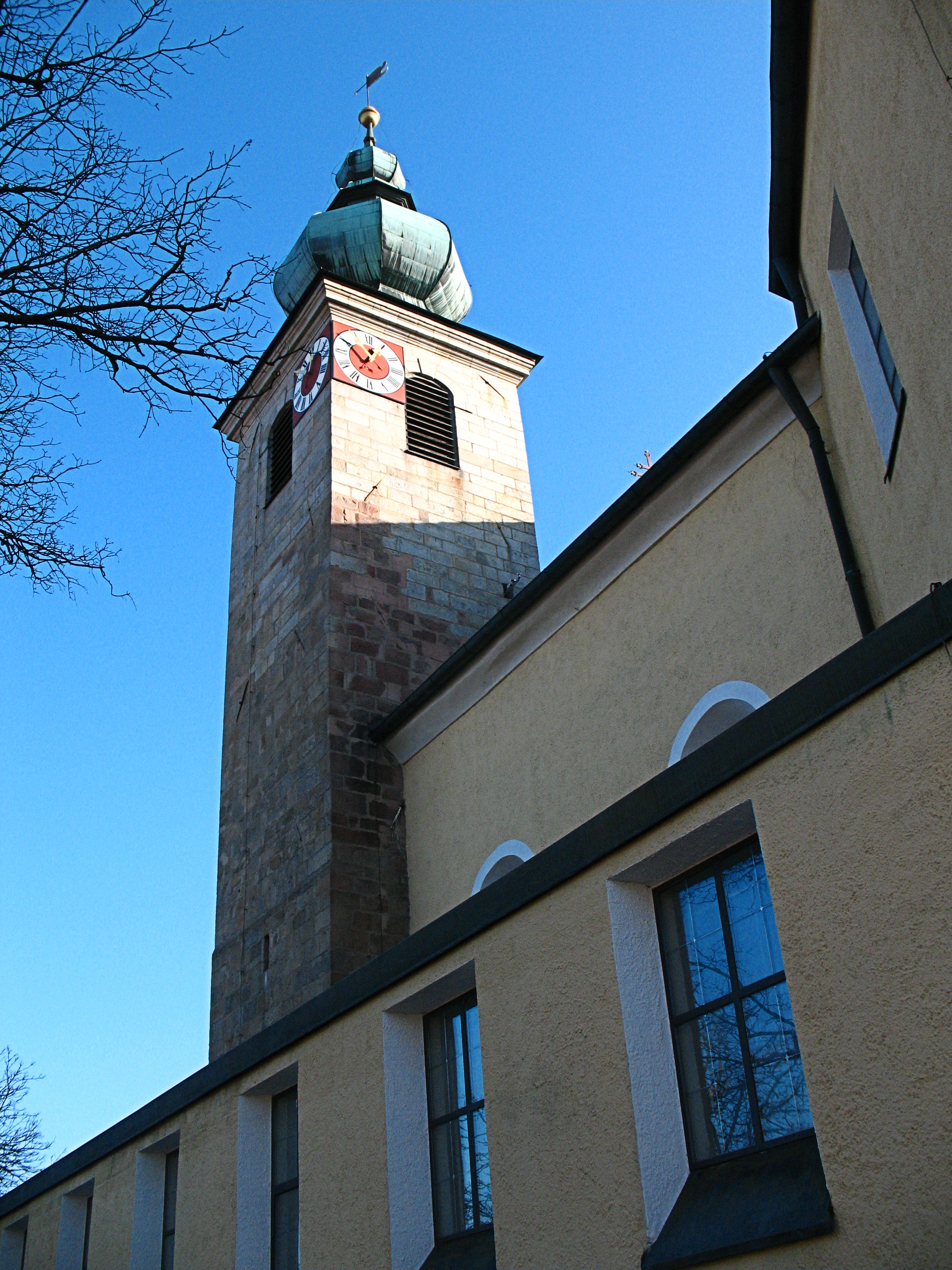
St. Johannes der Täufer (Oberviechtach)

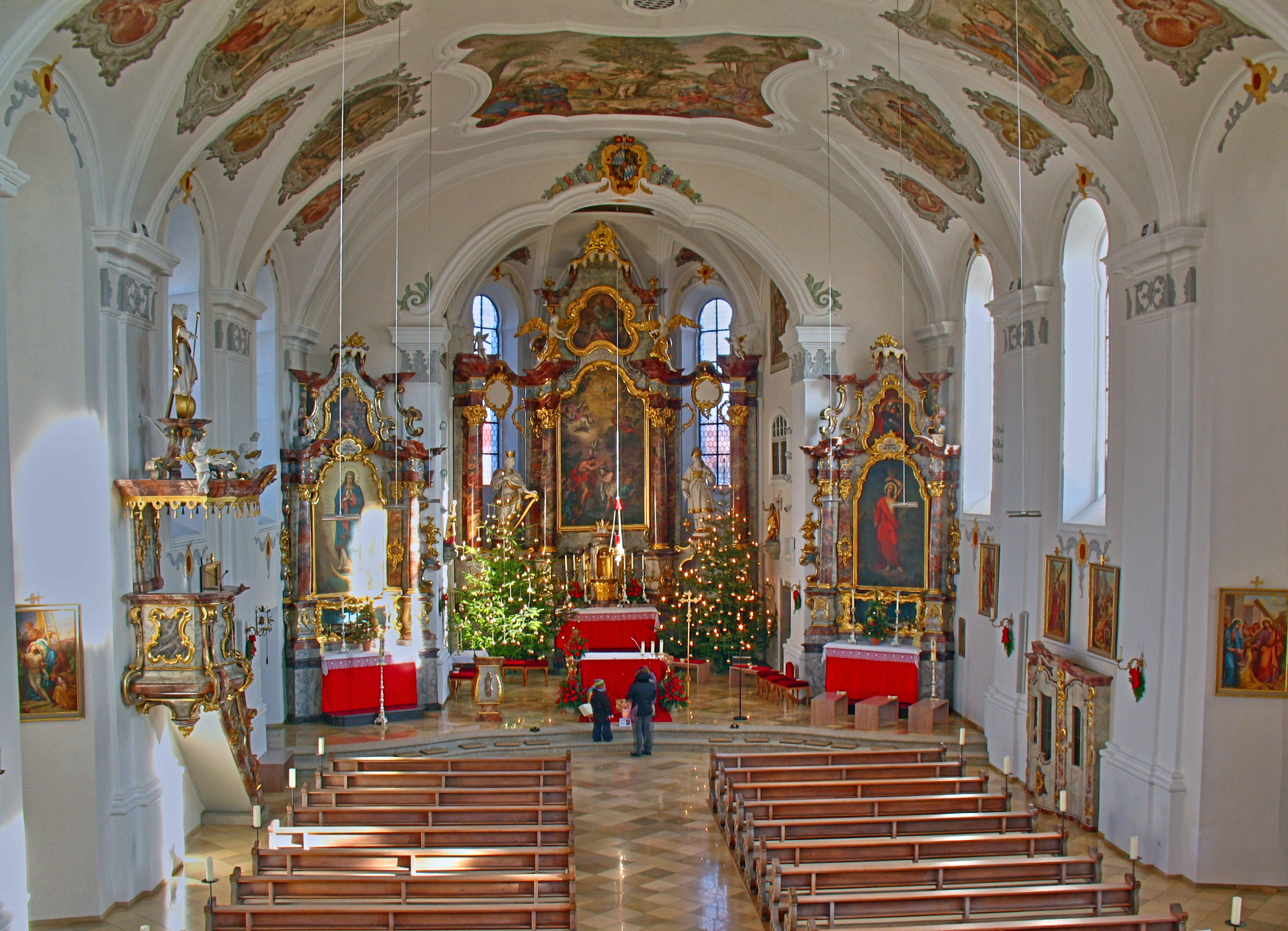
Innenraum

Die römisch-katholische, denkmalgeschützte Pfarrkirche St. Johannes der Täufer steht in Oberviechtach, einer Stadt im Landkreis Schwandorf in der Oberpfalz. Sie ist dem Bistum Regensburg zugeordnet. Das Bauwerk ist unter der Denkmalnummer D-3-76-151-13 als Baudenkmal in die Bayerische Denkmalliste eingetragen.

## Beschreibung
Das Langhaus der Saalkirche wurde 1775/76 nach einem Stadtbrand barock erneuert. Der eingezogene, dreiseitig geschlossene gotische Chor im Osten und der im Kern gotische Chorflankenturm aus Quadermauerwerk an seiner Nordwand blieben erhalten. Das Langhaus wurde 1963–65 mit einem achteckigen Anbau nach Westen erweitert. 
Der Innenraum des alten Langhauses mit drei Achsen ist mit einem Stichkappengewölbe überspannt. Zur Kirchenausstattung gehört ein Hochaltar, der von Amberger Künstlern geschaffen wurde. Die Orgel ist ein neues Werk aus dem Jahr 2012 von Orgelbau Eisenbarth mit 32/II/P. Das Gehäuse von Andreas Weiss von 1797 wurde verwendet und durch einen dahinter stehenden Anbau ergänzt.